# El caballero encantado
El caballero encantado (1909), subtitulada (cuento real... inverosímil) es una novela de Benito Pérez Galdós, escrita en 1909, y alejada del estilo decimonónico finisecular tan presente en el autor en otras obras como la paradigmática y aclamada Fortunata y Jacinta (1887).
En El caballero encantado Galdós introduce una estética más cercana a los movimientos que en esa época se desarrollaban en España, el Modernismo y la Generación del 98. Incluye asimismo capítulos netamente teatrales, e introduce el mundo onírico como recurso narrativo. Combina, por tanto, elementos de la modernidad e incluso elementos de lo real-maravilloso.
La novela es una crítica a la sociedad rural caciquil, desarrollándose en su mayoría en Soria. A diferencia de otros autores de la época como Antonio Machado (pero al igual que otros como Rosalía de Castro) se hace una profunda crítica de Castilla y su decadencia.
Se escribió en el contexto de la Crisis del 98 y la Semana trágica de Barcelona, lo que explica el creciente reflejo de sus preocupaciones políticas, sociales y estéticas. En la obra, precursora en ciertos aspectos de Luces de Bohemia, se habla de la esperanza de un mundo español e hispanoamericano formado por reinos descoronados en el que no existirá «ni tuyo ni mío».
Por todo esto, es una de las novelas más vanguardistas e interesantes de Galdós, pero también una de las más desconocidas, debido su lejanía a la estética general del autor.

### Argumento
El marqués Carlos de Tarsis es un miembro de la más alta nobleza española, quien estima grandemente los bienes materiales que le proporciona su condición de hacendado. Entre viajes, juegos y mujeres, Tarsis irá malgastando su fortuna, lo que ocasionará que aumente progresivamente la renta de los labradores de su tierra, hasta el punto de que estos se ven obligados a abandonarlas. En quiebra, el caballero recurre a la idea de un casamiento por conveniencia, aunque, tras varios intentos, ninguno llegará a consolidarse. En estas circunstancias, el protagonista sufrirá un encantamiento que lo transfigurará en Gil, un humilde peón que desempeñará los más sacrificados oficios en los campos de Castilla. Este castigo, impuesto por “La Madre”, le permitirá ver la cruda realidad de un mundo que desconocía. Finalmente, Tarsis-Gil irá en busca de su propia purificación y regeneración social, así como de su amada, Cintia-Pascuala.

### El caballero encantado: una obra tardía
El caballero encantado es considerado como una de las últimas producciones galdosianas dentro del género novelístico. En ella, el autor introduce elementos fantásticos, alejándose de los tradicionales cánones realistas, lo cual ocasionó cierto descontento entre la crítica y sus lectores. Muchos de ellos sostienen que, una obra con tantos elementos fantásticos no puede incluirse dentro del incuestionable realismo galdosiano. La consideran como un producto del Galdós viejo, señalando una decadencia estilística (“el estilo de la vejez”, según José Schraibman) junto a una incoherente mezcla de realismo y fantasía, así como de un radicalismo senil o “senilidad prematura” según Hinterhäuser. Sin embargo, Paciencia Ontañón (2000) sostiene que este brusco cambio de temas y formas narrativas no es más que un reflejo de una libertad creadora o “divertimento liberador” llevado a cabo por Galdós en su vejez (pp. 8-10), donde continúa “con sus tendencias, sus amores, sus odios, sus pasiones, pero, eso sí, desarrollándolos con mucha más libertad, sin miramientos, sin preocupaciones por dar o no gusto a sus lectores” (Ontañón, 2000, p. 8). Por otra parte, la falta de ediciones hace con que sea una de las novelas menos leídas del escritor. La primera edición fue publicada en Madrid por Perlado, Páez y Compañía (Sucesores de Hernando), en 1909. Posteriormente, reaparece en Obras completas por editorial Aguilar. Pero es Julio Rodríguez-Puértolas quien realiza en 1982 una excelente edición crítica de la obra.

### La sátira político-social de España
Al igual que en Los viajes de Gulliver de Jonathan Swift, la sátira político-social en El caballero encantado se esconde bajo el manto de la fantasía, como lo señala el propio Galdós en una carta a Teodosia Gandarías de agosto de 1909: "Y luego he metido unas escenas fantásticas que me sirven como artificio para introducir una sátira social y política que de otra forma sería muy difícil de hacer pasar". Con respecto a obras anteriores, la crítica hacia las instituciones y los personajes españoles se presenta con mayor libertad. Primeramente, está dirigida a Madrid y a su sociedad (Caps. I-IV), sobre todo, a la gloria de una nobleza ya olvidada, reemplazada por el beneficio de las riquezas, ya que “la nobleza acaba por justificarse sólo por la riqueza; una y otra vienen a ser la misma cosa” (Montesinos, 1968, p. 257). Tal es el ejemplo del marqués de Torralba, quien incita a su ahijado, Carlos de Tarsis, a acceder a una orden de caballería que, según palabras del narrador, no es más que una “profanación de tumbas, traslado burlesco del antaño glorioso” (Galdós, 1909, p. 10). Por otra parte, las prácticas religiosas y políticas por simple conveniencia o vanas apariencias desfilan bajo la mirada escrutadora de Galdós: “Aristocracia es la política, y todo lo que tome formas aristocráticas no lleva en sí más que figuración y vanas apariencias. Nobles y políticos somos lo mismo, es decir, nada” (Galdós, 1909, p. 34).

En los restantes capítulos, la crítica se dirige mayormente a la explotación de los campesinos por los campos y pueblos de Castilla. En su peregrinación, Tarsis-Gil observará la cruda realidad de una sociedad rural caciquista:
“Porque aquí decimos que hay leyes, y mentamos la Constitución cuando nos vemos pisoteados por la autoridad. Nombrar esas cosas es como si cuando te estás ahogando en un río pidieras botas de montar. Los tiranos que aquí se llaman Gaitines, en otra tierra de España se llaman Gaitanes ó Gaitones... Pero todos son lo mismo. Y para poder bandearme entre ellos, ando yo en esta vida vagabunda. No puedes ni respirar si no estás bien con el alcalde, con el juez, con la Guardia civil, con el cura”. (Galdós, 1909, p. 147).

### Influencia cervantina
Según Enrique Ruiz de la Serna y Sebastián Cruz Quintana (1973), Miguel de Cervantes y su Don Quijote de la Mancha marcarían profundamente el proceso creativo de Benito Pérez Galdós:
En las fronteras de la niñez con la adolescencia leyó El Quijote. Sin que él mismo pudiese darse cuenta, la novela del «Manco sano» había de señalar el rumbo decisivo de su vocación que en el libro inmortal tuvo su punto de arranque. (p. 172).
En El caballero encantado, las reminiscencias quijotescas se encuentran ya en el título mismo de la novela así como el de la mayoría de sus capítulos. Al igual que Alonso Quijano, Carlos de Tarsis sufrirá una irónica transformación, pasando del plano de la realidad al de la fantasía que, en este caso, se define bajo el término de “encantamiento”. Según palabras de Galdós, en una de sus cartas dirigida a Teodosia Gandarias (2 de septiembre de 1909), su novela “encierra una forma fantástica, extravagante, algo por el estilo de los libros de caballerías, que desterró Cervantes”. Posteriormente, Gutiérrez Gamero (1934) reafirma esta idea, señalando que: “[la novela] parece estar hecha con el recuerdo puesto en los libros de caballerías, y de ahí los encantamientos y metamorfosis [...], las luchas contra desaforados endriagos [...] y malsines que quieren apoderarse de la mujer amada” (p. 369).
En estas circunstancias, Galdós parece adaptar la crítica social y moral de El Quijote a la realidad de su época. Para Cervantes, La Mancha fue el lugar propicio para desarrollar las aventuras de don Quijote por considerarla suficientemente apegada a la realidad de su tiempo. En este caso, el escritor sitúa a Tarsis-Gil en los campos y pueblos de “Castilla la Vieja”, de manera que el protagonista pueda evolucionar a partir del choque con la cruda realidad de la España del siglo XX. Asimismo, el profundo amor que Tarsis-Gil siente por Cintia-Pascuala, al igual que Quijano-Quijote por Aldonza-Dulcinea, estructuralmente es fundamental, ya que es el móvil de gran parte de sus aventuras. Don Quijote busca exaltar la figura de Dulcinea, y Gil formar una familia con Pascuala. En sus viajes, ambos personajes aprenderán de sus vivencias, de manera que, al regresar a su punto de partida y recuperar su antigua vida, don Quijote no vuelve a ser el mismo Alonso Quijano, ni Gil volverá a ser el mismo Tarsis. Por ello, El caballero encantado no es considerada una novela pesimista, ya que el héroe galdosiano se regenera socialmente, “ha dejado de ser un “señorito” y se ha convertido en un hombre” (Ontañón, 2000, p. 29).